# Bestenliste Schweizer Triathletinnen auf der Ironman-Distanz

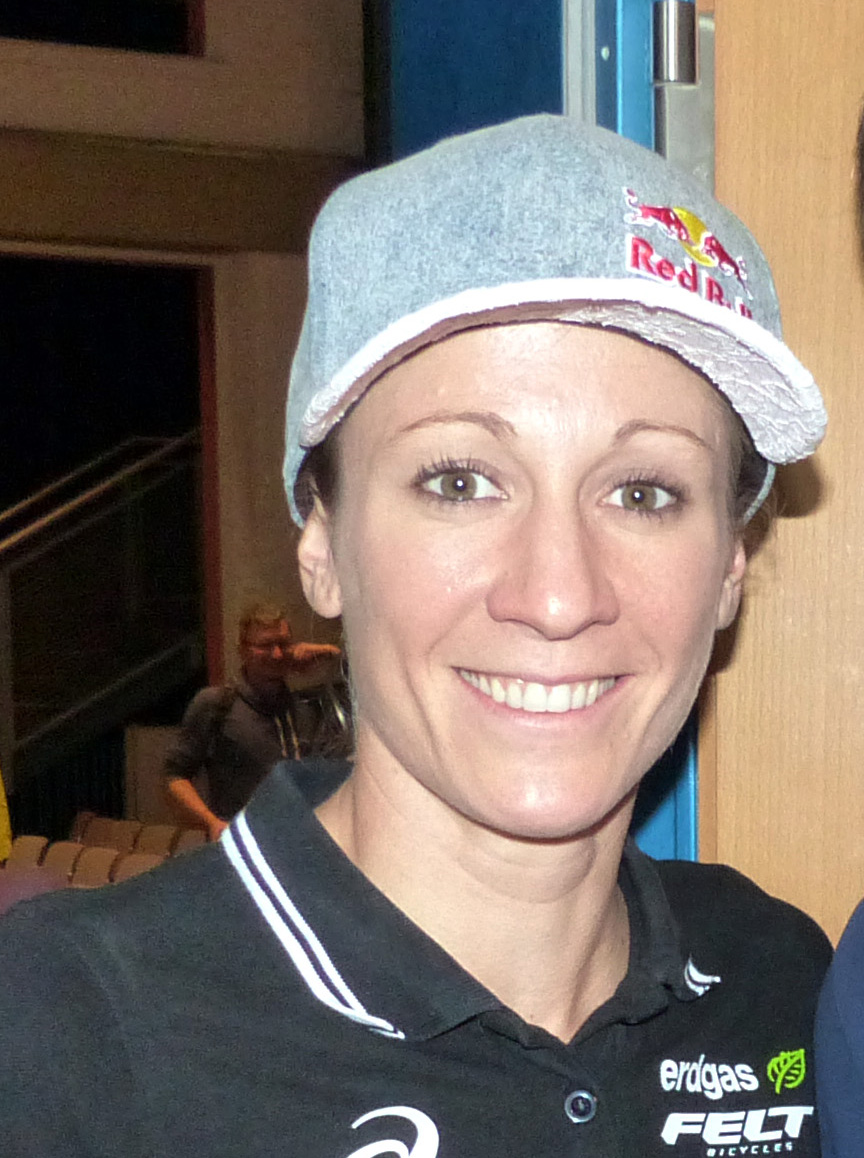
Daniela Ryf (2016)

Die Bestenliste Schweizer Triathletinnen auf der Ironman-Distanz umfasst alle Zeiten, die weltweit von Schweizerinnen (Amateure und Profis) bei einem Triathlon über die Langdistanz bzw. Ironman-Distanz (3,86 km Schwimmen, 180,2 km Radfahren und 42,2 km Laufen) erzielt wurden.(Stand: 17. August 2025)

## Kriterien für die Bestzeiten
Jede Athletin wird hier in dieser Liste mit ihrer persönlichen Bestzeit angeführt. Berücksichtigt wurden Zeiten unter 9:00 Stunden seit Oktober 1982.
Eine offizielle Vermessung der Strecken, wie in der Leichtathletik mit dem Jones-Counter, erfolgt im Triathlon bis jetzt noch nicht. Die Rennen sind deshalb aufgrund einer nicht ganz genauen Länge nur begrenzt bzw. eingeschränkt vergleichbar. Auch die Zeiten bei den Wettkämpfen, wie auch auf Hawaii, sind durch Streckenänderungen, Baustellen, Beschaffenheit oder Veränderung des Strassenbelags, Verlegungen und Veränderungen der Wechselzonen, nicht vergleichbar. Bei den hier aufgeführten Zeiten handelt es sich um Ergebnisse, die bei Wettkämpfen mit offiziellem Windschattenverbot erzielt worden sind.

Natascha Badmann, die sechsfache Gewinnerin des Ironman Hawaii, erzielte ihre Bestzeit mit 9:07:54 h auf Hawaii im Oktober 2002.
Wettkämpfe, bei denen witterungsbedingt nur ein Duathlon ausgetragen wurde oder Teildistanzen stark verkürzt wurden, finden keine Berücksichtigung im Rahmen dieser Bestenliste. Die offiziellen Verbände ITU und ETU führen keine Rekorde oder Bestenlisten.
Die Ergebnisse der Männer aus der Schweiz finden sich in der Bestenliste Schweizer Triathleten auf der Ironman-Distanz.

## Liste der Bestzeiten
| Platz | Name             | Jahr | Zeit (h) | Veranstaltung               | Bemerkung / Titel | Quelle |
| ----- | ---------------- | ---- | -------- | --------------------------- | --- | ------ |
| 1     | Daniela Ryf      | 2023 | 8:08:21  | Challenge Roth              | 4 × Siegerin Ironman World Championships (2015–2018); 2 × EM Junioren (2004, 2005); WM U23 (2008); 2 × SM Triathlon Kurzdistanz (2012, 2013) |        |
| 2     | Julie Derron     | 2025 | 8:21:48  | Ironman Vitoria-Gasteiz     | | [ 1 ]  |
| 3     | Alanis Siffert   | 2024 | 8:30:16  | Challenge Almere-Amsterdam  | Marathon in 2:57:48 Std. | [ 2 ]  |
| 4     | Caroline Steffen | 2012 | 8:34:51  | Ironman Melbourne           | EM Ironman 2011, 2012 | [ 3 ]  |
| 5     | Joanna Ryter     | 2021 | 8:42:59  | Ironman Mexico              | |        |
| 6     | Simone Brändli   | 2014 | 8:49:16  | Ironman Austria             | | [ 4 ]  |
| 7     | Nina Derron      | 2025 | 8:53:00  | Challenge Roth              | |        |
| 8     | Mena Sutter      | 2025 | 8:58:37  | Ironman Les Sables d'Olonne | |        |

(SM = Schweizermeisterin, EM = Europameisterin, WM = Weltmeisterin)